# Hadīth qudsī
Der Ḥadīṯ qudsī (arabisch حديث قدسي, DMG ḥadīṯ qudsī, Plural أحاديث قدسية / aḥādīṯ qudsīya) manchmal auch ḥadīṯ ʾilāhī oder ḥadīṯ rabbānī (göttlicher Hadith) genannt, ist eine besondere Form des Hadith. Im Gegensatz zum Gros der Hadithe ist ein ḥadīṯ qudsī nach islamischem Verständnis nicht prophetischen (nabawi / نبوي), sondern göttlichen („heiligen“: qudsi / قدسي) Ursprungs.

## Hadith nabawi,Hadith qudsiund der Koran
Im Laufe der Geschichte hat sich eine Verschiebung der Zuordnung der ahadith qudsiya ergeben. Während sie in den ersten Jahrhunderten tendenziell eher dem Koran zugeordnet wurden, bilden sie später eine eigenständige Hadith-Kategorie.
Ein ḥadīṯ qudsī unterscheidet sich nach islamischer Glaubenslehre von einem ḥadīṯ nabawī darin, dass er seinen Ursprung in Gott hat, gewissermaßen außerkoranisches Gotteswort ist, welches von Gott durch Inspiration, Träume und dergleichen gesandt, vom Propheten aber verbalisiert worden ist.
Diese Art der Offenbarung unterscheidet sich fundamental von der des Korans, bei der die durch Gabriel übermittelten Worte Gottes wortwörtlich rezitiert wurden.
Hieraus ergeben sich bedeutende Unterschiede in der Behandlung dieser Hadithe im Vergleich zu der des Korans. So ist es möglich ihre Authentizität anzuzweifeln, ohne deswegen als ungläubig (kufr) bezeichnet werden zu können.

## Die Form derʾaḥādīṯ qudsīya
Um die ahadith qudsiya von prophetischen Hadithen oder dem Koran zu unterscheiden, wurde von islamischen Gelehrten ein zentrales formales Kriterium ausgemacht, die standardisierte Einleitung. Demnach vollziehe sich die Berufung auf Gott in den heiligen Hadithen immer mit den Worten „Der Gesandte Gottes sprach, wie er von seinem Herrn erfahren hatte“ vollziehen, während Zitate aus dem Koran beispielsweise mit „Gott sprach“ kenntlich gemacht würden.
Diese Einschätzung konnte einer näheren wissenschaftlichen Untersuchung nicht standhalten. Tatsächlich gibt es eine Vielzahl an Einleitungsvarianten, die lediglich die Berufung auf die höchste Autorität gemeinsam haben.
Die Identifizierung der ahadith qudsiya wird allerdings dadurch erschwert, dass Gott nicht zwingend ausdrücklich genannt wird, sondern unter Umständen nur von einer Stimme, einem Sprecher oder Engel referiert wird. In diesem Falle erfolgt eine Identifizierung entweder aufgrund des Inhaltes oder mittels verschiedener Versionen des gleichen Hadith. Auch gibt es Hadithe, die explizit sowohl Gott, als auch dem Propheten zugeschrieben werden.
Das Problem der unterschiedlichen Zuordnung lässt sich wohl nicht befriedigend auflösen, so dass man im Zweifelsfall von der willkürlich anmutenden Klassifizierung der Kompilatoren abhängig ist.

## Inhalte
Die ahadith qudsiya sind inhaltlich streng umgrenzt und haben mehrheitlich die gleichen Angelegenheiten zu Thema. Grob formuliert lässt sich feststellen, dass sie eher Gegenstände des persönlichen Glaubens, als Fragen von juristischem oder theologischem Interesse zum Inhalt haben. Sie beschäftigen sich mit Fragen des persönlichen Lebens und dessen Pflichten, mit der Liebe von und zu Gott, seiner Vergebung und der richtigen Einstellung der Verehrer zu ihm.

## Anteil derahadith qudsiyaan den kanonischen Sammlungen
Heilige Hadithe können in unterschiedlichem Umfang in genrespezifischen Sammlungen dieser Überlieferungen, schiitischen Hadith-Kollektionen (vgl. Kutub arba'a), in der Ṣūfī-Literatur sowie den kanonischen Hadithsammlungen der Sunniten ausgemacht werden, wobei sich viele Hadithe in nahezu identischer Form in mehreren Sammlungen befinden.

## Hadith Qudsi-Sammlungen
Als größte Sammlung von aḥādīṯ qudsīya gilt al-ʾitḥāfāt aṣ-ṣanīya fī l-ʾaḥādīṯ al-qudsīya von Muhammad al-Madani, oder al-Madyani (verstorben 881/1476), 1905 veröffentlicht in Haydarabad, die 858 Überlieferungen enthält. Der Isnād wird nicht angegeben, wohl aber die Sammlung aus der sie stammen, so dass er dort gefunden werden kann.
Eine Sammlung von 101 Ahadith qudsiya namens Mishkat al-anwar von Muhyī d-Dīn Ibn ʿArabī wurde 1927 in Aleppo veröffentlicht mit einer Sammlung von 40 Hadith Qudsi die von Mulla ʿAlī al-Qārī zusammengestellt wurden. Ibn Arabi unterteilt seine Sammlung in drei Teile von je 40 im ersten und zweiten Teil und 21 im dritten. Im ersten Teil gibt er einen vollen Isnād an, im zweiten gelegentlich und im dritten meistens.